# (6324) Kejonuma
(6324) Kejonuma (1991 DN1) – planetoida z pasa głównego asteroid okrążająca Słońce w ciągu 4 lat i 53 dni w średniej odległości 2,57 j.a. Została odkryta 23 lutego 1991 roku w Karasuyama Observatory w przez S. Inodę i T. Uratę. Nazwa planetoidy pochodzi od Kejo-numa, mokradła w Prefekturze Miyagi.